# Herbert Prior
Herbert Prior (2 de julio de 1867 – 3 de octubre de 1954) fue un actor cinematográfico inglés, activo en la época del cine mudo. 
Nacido en Oxford, Inglaterra, a lo largo de su carrera actuó en más de 300 producciones, estrenadas entre 1908 y 1934.
Falleció en Los Ángeles, California, y fue enterrado en el Cementerio Hollywood Forever, en Los Ángeles.

## Selección de su filmografía
- After Many Years (1908)
- At the Altar (1909)
- A Drunkard's Reformation (1909)
- El teléfono (1909)
- A Burglar's Mistake (1909)
- Two Memories (1909)
- The Lighthouse by the Sea (1911)
- The Lesser Evil (1912)
- Miss George Washington (1916)
- The Poor Little Rich Girl (1917)
- After His Own Heart (1919)
- Society for Sale (1919)
- Stronger Than Death (1920)
- Without Benefit of Clergy (1921)
- The Man from Downing Street (1922)
- The Monster (1925)
- Why Girls Go Back Home (1926)
- Blake of Scotland Yard (1927)
- All At Sea (1929)
- The Ace of Scotland Yard (1929)